# Бюльбюль улугуруйський
Бюльбю́ль улугуруйський (Arizelocichla neumanni) — вид горобцеподібних птахів родини бюльбюлевих (Pycnonotidae). Ендемік Танзанії. Раніше вважався підвидом темнолобого бюльбюля.

## Поширення і екологія
Улугуруйські бюльбюлі живуть в тропічних лісах на схилах гір Улугуру.